# Авиньон-Сюд (кантон)
Авиньон-Сюд (фр. Avignon-Sud) — упразднённый кантон во Франции, находился в регионе Прованс — Альпы — Лазурный Берег. Департамент кантона — Воклюз. Входил в состав округа Авиньон. Население кантона на 2006 год составляло 19 953 человека. В кантон Авиньон-Сюд входила часть единственной коммуны Авиньон.
С 29 марта 2015 года кантон упразднён декретом 25 февраля 2014, а часть коммуны вошла в состав нового кантона Авиньон.